# Anna Kornecka (prawnik)
Anna Barbara Kornecka (ur. 15 lutego 1984 w Częstochowie) – polska prawnik, menedżer i urzędniczka państwowa, radca prawny, w latach 2020–2021 podsekretarz stanu w Ministerstwie Rozwoju, Pracy i Technologii.

## Życiorys
Córka Jolanty i Mariusza. W 2003 z wyróżnieniem zdała maturę w II Liceum Ogólnokształcącym im. Romualda Traugutta w Częstochowie. Absolwentka Wydziału Prawa i Administracji Uniwersytetu Jagiellońskiego (2008), na tym wydziale ukończyła studia doktoranckie w Katedrze Prawa Własności Intelektualnej (2016). Kształciła się podyplomowo w ramach studium prawa autorskiego, prasowego i wydawniczego na UJ oraz w Europejskiej Akademii Dyplomacji, podjęła także studia typu Executive MBA współorganizowane przez Uniwersytet Ekonomiczny w Krakowie. Była wykładowcą w Wyższej Szkole Biznesu w Dąbrowie Górniczej i na szkoleniach dla pracowników administracji i inżynierów budownictwa. Autorka publikacji z dziedziny prawa budowlanego, zagospodarowania przestrzennego i postępowania administracyjnego.
Ukończyła aplikację w Okręgowej Izbie Radców Prawnych w Krakowie, prowadziła własną kancelarię radcowską obsługującą przedsiębiorstwa. Zasiadła w radach nadzorczych kilku podmiotów i objęła funkcję wiceprezesa Krakowskiego Parku Technologicznego, kierowała też spółką Nowe Centrum Administracyjne. W latach 2011–2019 była pozaetatowym członkiem Samorządowego Kolegium Odwoławczego w Krakowie. Współpracowała jako wykładowca przy projektach realizowanych przez Ministerstwo Rozwoju oraz Ministerstwo Infrastruktury i Budownictwa. Przez kilkanaście lat działała w Obywatelskim Komitecie Ratowania Krakowa, w 2018 została jego przewodniczącą.
26 października 2020 została powołana na stanowisko podsekretarza stanu w Ministerstwie Rozwoju, Pracy i Technologii, odpowiadając za budownictwo, planowanie i zagospodarowanie przestrzenne oraz mieszkalnictwo. 17 kwietnia 2021 podczas konwencji programowej Porozumienia Jarosława Gowina, gdzie wypowiadała się w panelu dotyczącym mieszkalnictwa, ogłosiła, że wstępuje do tej partii. 4 sierpnia tego samego roku została zdymisjonowana z funkcji wiceministerialnej. Dwa dni później została pełnomocnikiem ministra rozwoju, pracy i technologii Jarosława Gowina do spraw inwestycji i zielonego ładu. Tydzień później Jarosław Gowin został odwołany z tej funkcji, a Porozumienie opuściło koalicję rządową, w związku z czym przestała zajmować to stanowisko. W listopadzie tego samego roku została dyrektorem instytutu w stowarzyszeniu Zygmunta Solorza Program Czysta Polska, zawieszając działalność polityczną i rezygnując z członkostwa w Porozumieniu.

## Życie prywatne
Mężatka, ma troje dzieci. 

## Odznaczenia
- Odznaka „Honoris Gratia” – 2024[8]